# Кућа у Улици краља Александра бр. 14 у Новом Саду
Кућа у Улици краља Александра бр. 14 у Новом Саду, познатија као „Менратова палата” изграђена је 1908. године за потребе трговца Јожефа Менрата. Заштићена је као споменик културе од 1997. године.

## Историја
Палата је изграђена 1908. године по пројекту будимпештанског архитекте Баумхорна Липота за потребе трговца Јожефа Менрата. Јожеф је приземље палате користио као продавницу намештаја. Објекат је обновљен 2007. године. Ревитализација је посебно обухватила тавански простор. Том приликом је решен проблем са светлима.

## Изглед
Палата представља изузетно сецесијско здање. Овај двоспратни објекат карактеришу богато украшена фасада, готово скулптуралног изгледа. Дворишна фасада је скромније украшена, али ипак прати стил у ком је изграђен остатак палате. На палати се уочавају три наглашена еркера од којих се централни налази под неком врстом куполе, а два бочна се завршавају балконима. Балкони су ограђени богато обликованом гвозденом оградом. Изнад и између прозора налази се малтерска пластика у облику фризова, орнамената и маски. Мансардни кров покривен је етернит плочама.
Комуникативни балкони, такође са гвозденом оградом и надстрешницом од стакла, простиру се дуж дворишних крила, изнад другог спрата. Крила дворишног спратног објекта који је у облику слова П наслоњена су на крила главног корпуса палате. На тај начин је формирано затворено атријумско двориште. Велики број јединица у оквиру објекта коришћено је за становање.
„Ајнфорт пролаз” и степенишни простор богато су декорисани у штуко-сецесијској пластици. Многи детаљи уметничког заната, попут гипсаних декоративних елемената, резбарена дрвенарија и др., сачувани су у оригиналу. 